# 比尼亚斯
比尼亚斯，是西班牙卡斯蒂利亚-莱昂萨莫拉省的一个市镇。 总面积40平方公里，总人口276人（2001年），人口密度7人/平方公里。